# Yang Fenlan
Yang Fenlan, (杨凤兰, parfois transcrit en Yang Feng Glan ou Yang Fenglan) est une femme d'affaires et contrebandière chinoise spécialisée dans le trafic d'ivoire provenant d'Afrique.

## Biographie

### De la Chine à la Tanzanie
Née en 1949 ou 1950, Yang Fenglan est originaire de Pékin, en Chine, où elle est une des premières étudiantes à obtenir un diplôme de swahili. Elle arrive pour la première fois en Tanzanie en 1975 et travaille comme traductrice sur le projet de construction du chemin de fer Tanzanie-Zambie, alors le plus important investissement chinois en Afrique. À la fin du chantier, elle retourne en Chine et travaille pour le département du commerce extérieur. Elle s'installe définitivement en Tanzanie en 1998, ouvre un restaurant à Dar es Salaam et crée une exploitation de poivrons et de pommes jacques destinés à l'exportation ainsi qu'une société d'investissement, Beijing Great Wall Investment. Profitant de sa connaissance du swahili, elle se fait une place dans les réseaux d'import-export et devient même secrétaire générale du China-Africa Business Council de Tanzanie en 2012.

### Trafic d'ivoire
Entre 2000 et 2014, elle joue l'intermédiaire entre des braconniers d'ivoire locaux et des acheteurs internationaux, principalement chinois, alimentant ainsi le trafic d'ivoire international et le braconnage en Tanzanie. Elle participe ainsi au trafic de 860 défenses d'éléphants.
Le 6 octobre 2015, elle est arrêtée par les autorités tanzaniennes à la suite d'une vaste opération sous couverture et une poursuite en voiture dans les rues de Dar es Salaam. Elle et deux de ses complices sont condamnés le 19 février 2019 à 15 ans de prison ainsi qu'au paiement d'une amende collective de 13 millions de dollars équivalent au double de la valeur marchande des défenses d'éléphants qu'ils ont vendues.

### Vie personnelle
Elle a une fille prénommée Fei, en référence au nom de l'Afrique en mandarin.